# CAST-256
En criptografía, CAST-256 (o CAST6) es un algoritmo de cifrado por bloques publicado en junio de 1998 y propuesto como candidato para el programa Advanced Encryption Standard (AES). Es una extensión de algoritmo de cifrado CAST-128; ambos fueron diseñados siguiendo la metodología de diseño "CAST" inventada por Carlisle Adams y Stafford Tavares. Howard Heys y Michael Wiener contribuyeron también en su diseño. 
CAST-256 utiliza los mismos elementos que CAST-128, incluyendo cajas de tipo S-Box, pero este último está adaptado al tamaño de bloque de 128 bits — el doble que su predecesor. (Una construcción similar ocurrió en la evolución de RC5 hacia RC6). 'CAST-256 acepta claves de tamaño 128, 160, 192, 224 y 256 bits. CAST-256 ejecuta 48 vueltas, algunas veces descritas como 12 quad-rounds, organizadas en una red de Feistel generalizada.
En el RFC 2612, los autores afirman que, "El algoritmo de cifrado CAST-256 descrito en este documento está disponible en todo el mundo sin cobro de royalties y sin necesidad de licencia para aplicaciones no comerciales."